# Neuenkirch
Neuenkirch (toponimo tedesco) è un comune svizzero di 7 183 abitanti del Canton Lucerna, nel distretto di Sursee.

## Geografia fisica
Il territorio di Neuenkirch comprende parte del lago di Sempach.

## Monumenti e luoghi d'interesse
- Chiesa parrocchiale cattolica di Sant'Ulrico, attestata dal 1282, ricostruita nel 1765 e ampliata nel 1938[3];
- Chiesa parrocchiale cattolica di San Wendelino in località Hellbühl, eretta nel 1832-1835[3][4];
- Cappella cattolica dei Santi Gallo, Einbeth e dei Quattordici Santi Ausiliatori in località Adelwil, eretta nel XIII seco e ristrutturata nel 1618-1634[5];
- Castello di Wartensee, attestato dal 1317 e ricostruito nel 1524[6].

## Società

### Evoluzione demografica
L'evoluzione demografica è riportata nella seguente tabella:
Abitanti censiti

## Geografia antropica
Il comune fa parte dell'area metropolitana di Lucerna.

### Frazioni

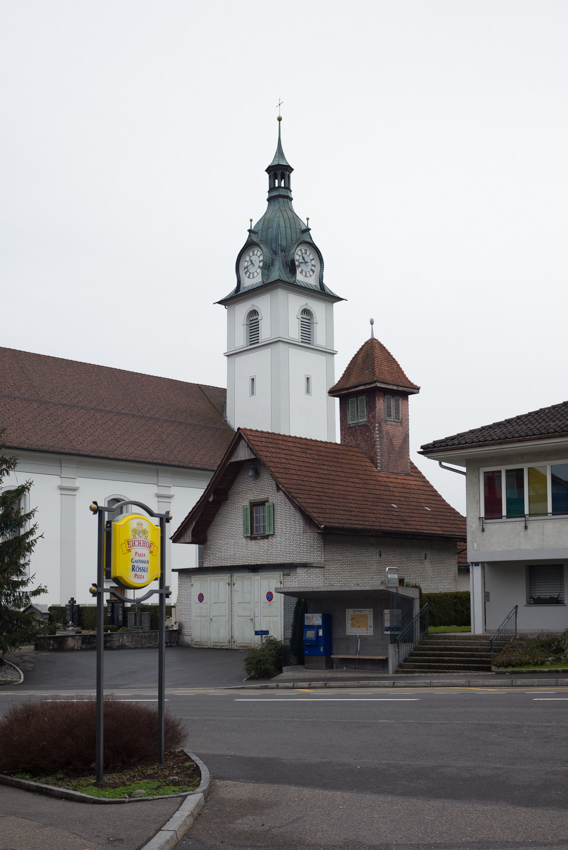
Hellbühl

Le frazioni di Neuenkirch sono:
- Adelwil[5]
- Büezwil
- Hälfestäge
- Hellbühl[4]
- Homel
- Lipperüti
- Mättiwil
- Rippertschwand
- Rüeggringe
- Trutige
- Werlige

## Economia
L'economia locale si basa prevalentemente sul settore terziario.

## Infrastrutture e trasporti

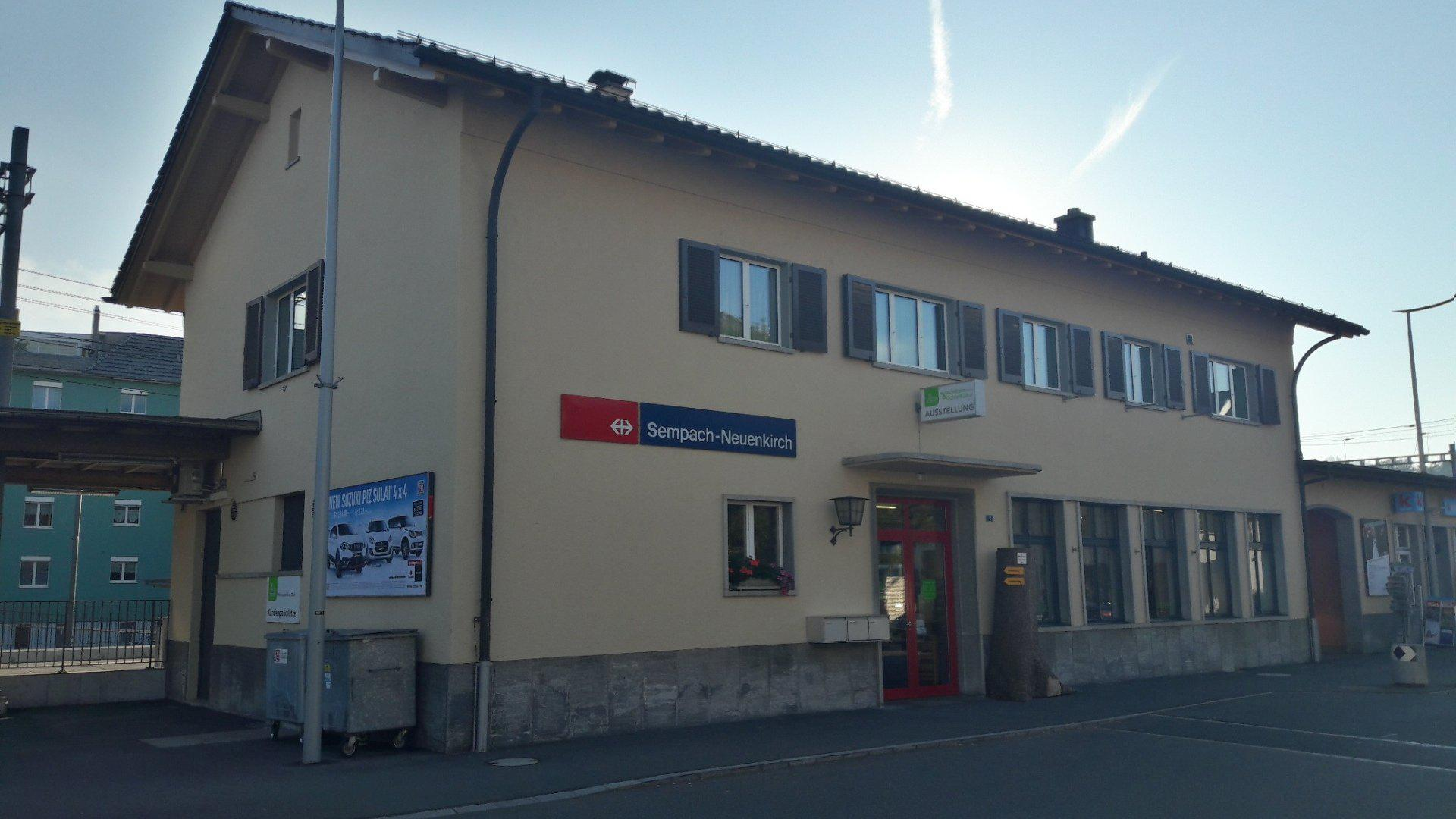
La stazione di Sempach-Neuenkirch

Neuenkirch è servito dalla stazione di Sempach-Neuenkirch sulla ferrovia Olten-Lucerna.